# Ettore Canu
Ettore Canu, noto anche con lo pseudonimo di Lyon (Sassari, 19 febbraio 1988), è uno youtuber e fumettista italiano.

## Biografia
Nato a Sassari il 19 febbraio 1988, consegue una laurea in tecnica della riabilitazione psichiatrica all'Università degli studi di Sassari.

### Carriera
Il 16 aprile 2012 apre il canale YouTube WhenGamersFail Lyon, pubblicando gameplay di vario genere; ciò che lo caratterizza è l'utilizzo dei videogiochi stessi per creare delle vere e proprie storie episodiche, che sono state alla base del suo successo.
A partire dal 2017, traspone le sue storie in forma cartacea. Con l'aiuto dell'illustratore Andrea Cavallini vengono infatti pubblicati i suoi primi due libri - A caccia di Herobrine (2017) e A caccia di Entity (2018) - entrambi editi da Fabbri Editore. Il primo giunge in settima posizione nella classifica dei libri di narrativa più venduti della settimana.
Il 16 gennaio 2019 apre il suo secondo canale YouTube Lyon Lab, dove vengono portati contenuti alternativi. 
Nel 2020, anno in cui Canu raggiunge i 3 milioni di iscritti sul primo canale, viene pubblicato il suo terzo libro intitolato Le storie del mistero, edito da Salani e illustrato da Emanuele Virzì, nonché sceneggiato dallo stesso Canu con la trasposizione di Davide Costa. Questo rimane per undici giorni consecutivi in testa alla classifica dei preordini di Amazon e registra trentacinquemila copie vendute online nelle prime ore. A marzo 2020 raggiunge la prima posizione nei libri più venduti da Amazon e la terza posizione nella classifica di IBS, diventando il fumetto più venduto dell'anno in Italia. 
Nel 2021 il primo canale raggiunge i 4 milioni di iscritti, mentre il secondo arriva a 1 milione. Durante l'anno vengono pubblicati altri due libri editi da Salani: Le storie del quartiere, che diviene il secondo classificato tra i libri cartacei più venduti da Amazon; Diario della fine del mondo, il quinto libro di Canu. Inoltre, in estate, esce in edicola l'album e le figurine Lyon mostri e misteri pubblicato da Panini.
Nel 2022, nuovamente editi da Salani, escono i libri Le storie da brivido e Il libro dei mostri. Diario segreto ufficiale. 
Nel 2023 viene pubblicato l'ottavo libro Le storie da eroi e creato il gioco di carte collezionabili Orda. 
Nel 2024 il primo canale raggiunge i 5 milioni di iscritti. Nello stesso anno c'è stata la pubblicazione de Il ritorno, il nono libro di Canu, e del cofanetto Tutte le storie, una raccolta di tutte le storie dello youtuber.
Nel 2025 esce il decimo libro Favole di mezzanotte. Le migliori storie dell'orrore per chi è senza paura.

## L'attività come streamer
Già nei primi anni di WhenGamersFail Lyon, Canu era approdato sulla piattaforma Twitch, pubblicando vari contenuti per diverso tempo, che poi ha abbandonato successivamente per alcuni anni.
Nel 2021 rinnova completamente la veste grafica del profilo e riprende la sua attività sulla piattaforma, pubblicando contenuti di vario genere insieme ai suoi amici che compongono il gruppo WGF. Il suo canale Twitch LyonWGFLive conta un pubblico di oltre 900.000 follower e una media di circa 100.000 visualizzazioni per live.
Andrà tuttavia ad abbandonare la piattaforma due anni dopo, nel 2023, per passare a realizzare live su YouTube, che già aveva fatto dopo l'iniziale abbandono.

## Impatto sociale
Nel 2020 si posiziona quinto nella classifica de Il Sole 24 Ore degli online gamers italiani.
Nel 2021 vanta più di 4 milioni di follower, prevalentemente bambini e adolescenti. Lo stesso anno, secondo la classifica dei Top 15 Video Creator stilata da Sensemakers in collaborazione con Prima Comunicazione, Canu è il produttore di video contenuti più popolare in Italia, con 54 milioni di visualizzazioni e 3 milioni di interazioni nel solo mese di giugno.

### Critiche
Proprio a causa della giovane età del suo pubblico, il suo personaggio è stato sottoposto a scrutinio e criticato da Rosita Digregorio in un articolo sul sito della Treccani. Per l'autrice esso rappresenterebbe un cattivo esempio, particolarmente per quanto riguarda la "notevole dose di aggressività", la "malcelata aura di superiorità", "l'aspetto imbolsito dovuto, per sua stessa esplicita e ripetuta ammissione, all'immobilismo" e per la volgarità, per quanto camuffata o addolcita.

## Opere
- A caccia di Herobrine, illustrazioni di Andrea Cavallini, Fabbri, 2017, ISBN 978-88-91-52561-1, OCLC 1153221131.[24]
- A caccia di Entity, illustrazioni di Andrea Cavallini, Fabbri, 2018, ISBN 978-88-915-8029-0, OCLC 1090167545.[25]
- Le storie del mistero: le avventure di Lyon, Anna e Cico, illustrazioni di Emanuele Virzì, Salani, 2020, ISBN 978-88-9367-742-4, OCLC 1206457807. [4]
- Le storie del quartiere, illustrazioni di Emanuele Virzì, Salani, 2021, ISBN 978-88-9367-955-8.
- Ettore Canu e Anna Spina, Diario della fine del mondo, illustrazioni di Emanuele Virzì, Salani, 2021, ISBN 978-88-9367-905-3.
- Le storie da brivido, illustrazioni di Emanuele Virzì, Salani, 2022, ISBN 979-12-5957-075-8.
- Il libro dei mostri. Diario segreto ufficiale, Salani, 2022, ISBN 979-1259572042
- Le storie da eroi, Salani, 2023, ISBN 979-1259570765
- Tutte le storie, Salani, 2024, ISBN 979-1259574138
- Il ritorno, Salani, 2024, ISBN 979-1259573742
- Favole di mezzanotte. Le migliori storie dell'orrore per chi è senza paura, Salani, 2025, ISBN 979-1259575371